# Illa del Molí
L'Illa del Molí és una illa fluvial artificial, que es va formar al nou braç del riu Llobregat, quan es va desviar el seu curs l'any 2004. Situada a uns 500 m de la desembocadura del riu, separada 20 m del marge esquerre, mesura 90 m de llarg i 40 m d'ample.

## Molí de ca l'Arana
El nom de l'illa es deu al fet que hi havia un molí arrosser, el molí de ca l'Arana, construït cap el 1920, i que encara funcionava cap el 1950. Molia arròs conreat a la masia i també portat del delta de l'Ebre. El molí es va retirar per a la seva possible restauració pel seu interès museístic. La recuperació del molí va rebre el Premi Bonaplata 2006.

## Reserva d'aus
L'illa ha esdevingut una important reserva d'aus, especialment de la gavina corsa, que ha arribat a fer-hi prop de 150 nius. Aquesta reserva s'ha vist amenaçada pels pescadors furtius, que van provocar que els anys 2014 i 2015 no prosperés cap niu. Per a evitar-ho el Port de Barcelona va contractar un servei de vigilància nocturna que complementa la tasca dels Mossos d’Esquadra, Agents Rurals, Policia Local del Prat i Policia Portuària.
Un altre amenaça va ser l'acumulació de sediments, que va convertir l'illa en península, permetent l'accés a gossos, rates, i fins i tot porcs senglars, que es menjaven els ous. El 2022 l'Agència Catalana de l'Aigua va extreure 5.100 m³ d'àrids per a eliminar l'istme de 20 m d'amplada que s'havia format.
També per a la protecció de les aus, el Port de Barcelona va construir el 2022 una pantalla acústica i visual de formigó de 5 m d'alçada i 244 m de llargada, al llarg de la riba esquerra del riu, per a preservar l'espai de nidificació de l'activitat industrial al ZAL Port Prat.